# Dolní Lipka
Dolní Lipka (in tedesco Niederlipka) è una frazione di Králíky, comune ceco del distretto di Ústí nad Orlicí, nella regione di Pardubice.
Il villaggio ha una popolazione di 142 abitanti.

## Geografia fisica
Località di confine montuosa situata tra il fiume Tichá Orlice e il torrente Lipkovský (in ceco Lipkovský potok), è posta ad un'altitudine di 530–540 m s.l.m. ai piedi sud-occidentali dei Sudeti Orientali, sulla riva sud-orientale dell'altopiano di Międzylesie. Il villaggio copre un'area di 418,87 ettari.

## Storia
Il villaggio venne fondato nel XVI secolo e menzionato per la prima volta in forma scritta nel 1577.
Nel 1974 il villaggio di Dolní Lipka fu integrato all'interno del comune di Králíky, perdendo così la sua autonomia.
Prima dell'ingresso di Repubblica Ceca e Polonia nella zona Schengen (21 dicembre 2007), era attivo il valico di frontiera Dolní Lipka-Boboszów.